# Slovenska popevka 2004
Slovenska popevka 2004 je potekala 5. septembra v ljubljanskih Križankah. Prireditev sta vodila Nuša Derenda in Mario Galunič.

## Nastopajoči
| #   | Izvajalec           | Naslov pesmi                  | Avtor glasbe                             | Avtor besedila           | Avtor aranžmaja               | Število telefonskih glasov | Uvrstitev |
| --- | ------------------- | ----------------------------- | ---------------------------------------- | ------------------------ | ----------------------------- | -------------------------- | --------- |
| 1.  | Žana & RnB Wannabes | Arena                         | Raay                                     | Hellga                   | Gregor Forjanič               | 1404                       | 6. mesto  |
| 2.  | Maja Slatinšek      | Odmev srca                    | Raay                                     | Maja Slatinšek           | Patrik Greblo                 | 1885                       | 4. mesto  |
| 3.  | Alenka Godec        | Rada bi znova poletela        | Aleš Klinar                              | Anja Rupel, Alenka Godec | Rok Golob                     | 2294                       | 3. mesto  |
| 4.  | Diona Dim           | Otroške oči                   | Bojan Simončič, Ana Soklič, Gašper Kačar | Ana Soklič               | Rok Golob                     | 510                        | 12. mesto |
| 5.  | Jadranka Juras      | Nad vse                       | Jadranka Juras                           | Neanderthal              | Rok Golob                     | 1052                       | 7. mesto  |
| 6.  | Slavko Ivančić      | Ti boš vedno z menoj          | Danilo Kocjančič                         | Drago Mislej - Mef       | Sašo Fajon                    | 1021                       | 9. mesto  |
| 7.  | Mare Možina         | Nežna pajčevina               | Janez Repnik                             | Mare Možina              | Lojze Krajnčan                | 1040                       | 8. mesto  |
| 8.  | Dežur               | Na vrh sveta                  | Janez Lipičnik                           | Janez Lipičnik           | Lojze Krajnčan                | 2777                       | 1. mesto  |
| 9.  | Edina beseda        | Ognjeno rdeče                 | Borut Drašler                            | Viktor Sladič            | Gregor Forjanič               | 778                        | 10. mesto |
| 10. | Frenk Nova          | Kam so izginile drobne stvari | Frenk Nova                               | Tone Kregar              | Lojze Krajnčan                | 345                        | 14. mesto |
| 11. | Kalamari            | Kup besed                     | Jože Jež                                 | Jože Jež                 | Patrik Greblo                 | 1646                       | 5. mesto  |
| 12. | Eva Hren            | Vzhod zahod                   | Marko Mozetič                            | Eva Hren                 | Jaka Pucihar                  | 665                        | 11. mesto |
| 13. | Mister S            | Mislim, kar ne smem           | Rok Golob                                | Sašo Kuzmanovič          | Rok Golob                     | 439                        | 13. mesto |
| 14. | Ylenia Zobec        | Samo                          | Marino Legovič                           | Damjana Kenda Hussu      | Patrik Greblo, Marino Legovič | 2403                       | 2. mesto  |

1. ↑  Sašo Kuzmanovič.

## Seznam nagrajencev
Nagrada občinstva za najboljšo skladbo v celoti
- Na vrh sveta Janeza Lipičnika (glasba in besedilo) in Lojzeta Krajnčana (aranžma) v izvedbi skupine Dežur

Rezultati telefonskega glasovanja (18.259 glasov): 1. Dežur, Na vrh sveta (2.777); 2. Ylenia Zobec, Samo (2.403); 3. Alenka Godec, Rada bi znova poletela (2.294)
Nagrada strokovne žirije za najboljšo skladbo v celoti
- Samo Marina Legoviča (glasba in aranžma), Damjane Kenda Hussu (besedilo) in Patrika Grebla (aranžma) v izvedbi Ylenie Zobec

Nagrada za besedilo
- Jože Jež za pesem Kup besed

Nagrada za aranžma
- Patrik Greblo za pesem Kup besed

Nagrada za najboljšega izvajalca
- Ylenia Zobec

Nagrada za najboljšega debitanta
- Mare Možina